# Місто в долині (фільм, 1946)
«Місто в долині» (гінді नीचा नगर, Neecha Nagar) — кінофільм 1946 року поставлений індійським кінорежисером Четаном Анандом. Разом з 10-а іншими стрічками фільм здобув Гран-прі 1-го Каннського кінофестивалю у 1946 році.
Дебют у кінематографі акторки Каміні Каушал та Раві Шанкара як кінокомпозитора.

## Синопсис
Сценарій фільму заснований на оповіданні індійського письменника Хаятулли Ансарі, якого у свою чергу надихнула драма Максима Горького «На дні». Стрічка є експресіоністським поглядом на прірву між багатими і бідними в суспільстві.

## В ролях
| Рафіг Анвар   | ···· | Балрадж   |
| Ума Ананд     | ···· | Майя      |
| Каміні Каушал | ···· | Рупа      |
| Зохра Сехгал  | ···· | Бхабі     |
| Рафі Пір      | ···· | Саркар    |
| Гамід Батт    | ···· | Ягуб Чача |

## Визнання
| Нагороди та номінації фільму «Місто в долині» | Нагороди та номінації фільму «Місто в долині» | Нагороди та номінації фільму «Місто в долині» | Нагороди та номінації фільму «Місто в долині» | Нагороди та номінації фільму «Місто в долині» | Нагороди та номінації фільму «Місто в долині» |
| Рік                                           | Кінофестиваль/кінопремія                      | Категорія/нагорода                            | Номінант                                      | Результат                                     |                                               |
| --------------------------------------------- | --------------------------------------------- | --------------------------------------------- | --------------------------------------------- | --------------------------------------------- | --------------------------------------------- |
| 1946                                          | 1-й Каннський кінофестиваль                   | Гран-прі                                      | Місто в долині                                | Перемога                                      |                                               |